# アグリーメント作戦
アグリーメント作戦（アグリーメントさくせん、英語：Operation Agreement）は、第二次世界大戦中の1942年9月13日から14日まで、枢軸軍が占領していたトブルクへ敵前上陸するためイギリス軍、ローデシア軍、ニュージーランド軍によって実施された水陸両用作戦。ドイツ語に堪能な特別尋問グループの小部隊が、敵戦線背後における任務に参加した。陽動作戦としてベンガジ（ビガミー作戦）、ヤロ・オアシス（ナイスティ作戦）、マルジュ（キャラヴァン作戦）への攻撃が同時に実施された。アグリーメント作戦は完全な失敗に終わり、イギリス軍は数百名の兵士が戦死するか捕虜となったほか、軽巡洋艦1隻、駆逐艦2隻、高速艇6隻、そしていくつかの上陸用舟艇を失う多大な損害を出した。

## 背景
アグリーメント作戦の目的は、トブルクに存在する飛行場、港湾施設、輸送船、車両、大型石油貯蔵所を破壊することにより、北アフリカにおける枢軸軍の継戦能力を弱体化させることであった。また連合国軍はトブルクへの攻撃と併せて、他の作戦に参加する地上部隊が後退する際に集合地点として使用されることになっていたヤロ・オアシスを占領することも意図していた。

## 序盤
長距離砂漠挺身隊（LRDG）のG1およびT1パトロール隊は、50人の隊員、12両の小型トラック、5台のジープで、バルス飛行場と主要兵舎を襲撃し、16機の航空機を破壊、さらに7機へ損害を与えた。兵舎への攻撃でLRDGは隊員4名と車両2両を失った。ザプティエ付近でLRDG部隊はイタリア軍の自動車化中隊によって迎撃され、2両を除くすべてのトラックが損傷するか破壊された。残ったトラックには特に重傷の隊員を乗せ、他の隊員は徒歩で99マイル（160 km）を移動することになった。イタリア軍は負傷したニュージーランド兵7名とローデシア兵3名を捕虜として連行したが、1年後にそのうち4名のニュージーランド兵が脱走に成功した。
デイヴィッド・スターリング中佐と特殊空挺部隊（SAS）の攻撃隊は、LRDGのS1とS2パトロール隊による支援の下でベンガジを強襲しようとしたが、到着が遅れた結果、夜明けに道路障害物へ衝突したことで彼らの存在が暴露された。奇襲効果が失われ、さらに暗闇による隠蔽効果もなくなったことでスターリングは撤退を命じた。ヤロ・オアシスへの攻撃は、スーダン防衛隊とLRDGのS1およびS2パトロール隊によって実行された。だが、 9月15日から16日にかけての夜の最初の攻撃は、警戒を怠らず強化されていた防御側によって簡単に撃退された。イタリア軍の救援部隊がオアシスに接近したため、攻撃隊は9月19日に撤退した。

## 主たる攻撃
アグリーメント作戦には、イギリス海兵隊約400名、 アーガイル・アンド・サザーランド・ハイランダーズ（指揮官：ノーマン・マクフィー大尉）180名、ロイヤル・ノーサンバーランド・フュージリアーズ第I大隊Z中隊第14小隊（指揮官：アーネスト・レイモンド中尉）、陸軍工兵隊、およびフォースB（指揮官：ジョン・エドワード・ハセルデン中佐）、そして砂漠から接近するSAS約150名が参加した。水陸両用部隊は駆逐艦による支援の下でトブルクの北にある半島へ海兵隊を上陸させることを目的としたフォースAに分割され、沿岸部隊で構成されるフォースCはトブルク港の東の入口へ投入された。フォースBはイタリア軍の152mm沿岸砲台を占拠したが、これはサン・マルコ海兵連隊によってすぐに奪い返され、ハセルデンは戦死した。沿岸砲と陣地のほとんどは枢軸軍側の手に残っていた。

### フォースA
潜水艦「タークー」（HMS Taku, N38）から上陸することになっていたコマンド部隊からなるフォースEは、海況が悪かったためイギリス軍の主要部隊を誘導するためのビーコンを岸に設置できなかった。枢軸軍の防衛は強化され、フォースAの上陸部隊を乗せてきた駆逐艦「シーク」（HMS Sikh, F82）と「ズールー」（HMS Zulu, F18）は、予定された上陸地点のはるか西にある間違った海岸へ彼らを上陸させた。
上陸の試みを率いていた「シーク」は、イタリア軍の152 mm（6インチ）の海岸砲とドイツ軍の88mm対戦車砲に襲われた。「ズールー」が救援を試みたが、「シーク」を引き離すことができず、結局沈没した。「シーク」の乗員122名が戦死し、生存者のほとんどは後退する上陸用舟艇によって海面から救出され、最終的に捕虜となった。 アレキサンドリアへ引き返す途中だった9月14日の午後、防空軽巡洋艦「コヴェントリー」（HMS Coventry, D43）は、クレタ島から飛来したドイツ空軍のJu 87急降下爆撃機による空襲で酷く損傷し、63名の乗員が死亡した。「コヴェントリー」は「ズールー」によって処分されたが、程なくして「ズールー」にもJu 87とJu 88から投下された爆弾が命中する。「ズールー」は39名の乗員を失い、曳航中にアレキサンドリアから100海里（120 マイル; 190 km）の地点で沈没した。

### フォースC

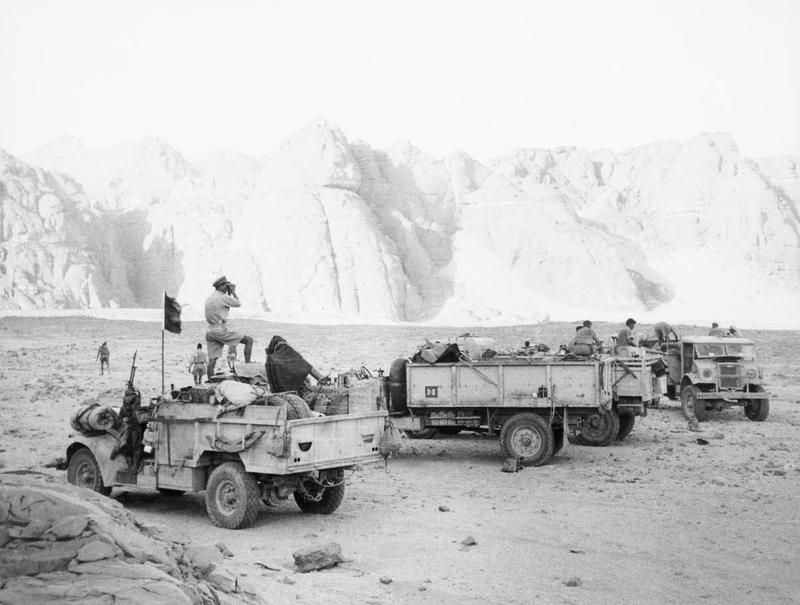
アグリーメント作戦中、Gilf Kebirの巨岩の傍らで停車しているLRDGとSASのトラック

アーガイル・アンド・サザーランド・ハイランダーズの分遣隊と、ヴィッカース重機関銃で周囲を防衛することになっていたロイヤル・ノーサンバーランド・フュージリアーズの機関銃小隊を運ぶ高速艇と舟艇による別の上陸は、トブルク港からの非常に激しい砲火のため一部しか上陸地点に到達できなかった。「MTB 261」と「MTB 314」の2隻の高速魚雷艇だけが、目標の入り江であるMarsa UmmelSciauscに到達できた。 「MTB 314」は浅瀬で擱座したが、「MTB 261」の方はなんとか”ダスティ”ミラー軍曹と彼のジョーディ・フュージリアーの部隊を上陸させて出航することができた。
高速艇「ML 353」、「ML 352」、「ML 349」および高速魚雷艇「MTB 17」は、防潜網とイタリア海軍水雷艇隊および砲兵フェリーによって打ち負かされた。3隻の高速魚雷艇が港のイタリア海軍艦艇に魚雷を発射したが、命中しなかった。「ML 353」はイタリア海軍艦艇からの砲撃とMC.200による機銃掃射で火災を生じたため自沈させられ、「ML 352」、「MTB 308」、「MTB 310」、「MTB 312」は枢軸軍の航空機に敗れた。戦闘中に損傷を受けて座礁した高速魚雷艇「MTB 314」は、乗っていた117名の水兵・陸兵とともに夜明けになってからドイツ海軍のRボート「R-10」によって捕獲された。枢軸軍機は連合軍部隊の帰路に急降下爆撃と機銃掃射を頻繁に行ったが、高速魚雷艇の大部分と生き残った高速艇はアレキサンドリアに帰投することができた。

### その後

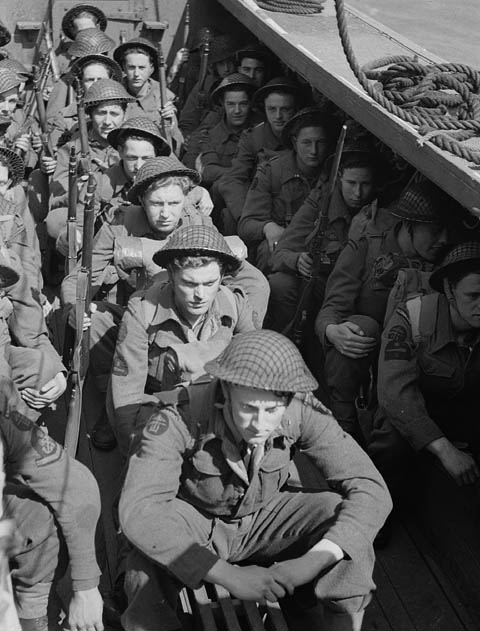
上陸演習中のコマンドス

数十名のイギリス海軍の水兵と海兵隊員が、イタリアの水雷艇「カストーレ」、「ジェネラーレ・カルロ・モンタナリ」、武装曳船「ヴェガ」、ドイツのRボート隊、および数隻のドイツとイタリアの舟艇によって海から救出され捕虜になった。非常に低速でアレキサンドリアへ離脱しようとしていた、フォースAから落伍した数隻の上陸用舟艇も乗員と共に捕らえられた。沈没した駆逐艦「シーク」のジョン・ミックレスウェイト艦長は、イタリアの舟艇がイギリス海兵隊の上陸用舟艇の1隻と、モーターボートが曳航していた2隻の艀を拿捕した時に捕虜となった。同じ脱出ルートを辿っていた「ML 352」の生存者が乗るディンギーは、正午に「カストーレ」によって捕らえられた。

## 結果
アグリーメント作戦での損失はイギリス海兵隊員約300名、陸兵160名、海軍兵280名、防空軽巡洋艦「コヴェントリー」、駆逐艦「シーク」、「ズールー」、高速艇2隻、高速魚雷艇4隻、および数隻の小型上陸用舟艇であった。イギリス海兵隊は81名の死者を出し、海軍は艦艇の沈没でさらに217名の兵士を失った。約576名の生存者が捕虜となった。一方、枢軸軍の損失はイタリア兵15名とドイツ兵1名が戦死、イタリア兵43名とドイツ兵7名の負傷のみであった。